# Азар, Вильям Ильич
Вильям Ильич Азар (род. 30 января 1931 года, Москва— 8 декабря 2008 года, Москва) — кандидат экономических наук, первый вице-президент Международной Туристской Академии (International Tourism Academy).

## Биография
В. И. Азар родился в 1931 г. в Москве. В 1953 г. стал выпускником экономического факультета МГУ. В 1975 г. стал Лауреатом премии Всесоюзного Географического общества за подготовку в соавторстве с профессором А. С. Преображенским фундаментального труда «Рекреационная география».
В 1960-х годах был консультантом еженедельника ЦК КПСС «Экономическая газета».
В 1980-е годы руководил кафедрой в НИИ Госкомстата СССР, а в период перехода экономики страны на новые методы хозяйствования, заведовал кафедрой экономики туризма в Институте повышения квалификации работников туристско-экскурсионных организаций системы Центрального совета по туризму и экскурсиям ВЦСПС.
В 1992—1993 годы занимал пост заместителя министра культуры РФ.
Скончался после продолжительной болезни утром 8 декабря 2008 году. Похоронен на Востряковском кладбище.

## Научная деятельность
Является известным учёным в области экономики туристической области. Им разработана система категоризации гостиниц, предприятий общественного питания и лечебных учреждений. Разработал документацию для определения ценообразования в области культуры и туризма. Является автором одной из первых монографий по экономике, географии и организации туризма, в которой были описаны закономерности формирования международного туризма. Состоял в редколлегии нескольких специализированных изданий в области экономики и туризма. В 1988—1991 годах принимал участие в экспедициях Советского фонда культуры.

## Общественная деятельность
Состоял в руководстве нескольких общественных организаций, в том числе Национальной туристской ассоциации и Национальной академии туризма. В 2005 году стал инициатором создания Международной туристической академии.

## Публикации
- Преображенский В. С., Азар В. И., Веденин Ю. А. Системный подход при исследовании рекреационной деятелельности//Изв. АН СССР. Сер. геогр. 1974. № 2. С. 98-105.
- Азар, В. И. Туризм — специфическая форма потребления //Изв. АН СССР. Сер. «Экономика». 1975. № 1. С. 84-96.
- Биржаков М. Б., Азар В. И. К вопросу об оценке туристских ресурсов // Туристские фирмы. 2000. № 24. С. 83-84.
- Азар В. И. Экономика и организация международного туризма. М.: Экономика, 1984. 239 с.
- Азар В. И. Экономика и организация международного туризма. — М.: Экономика, 2008. 321с
- Азар В. И. Очевидные проблемы туризма в России. М. 1991. 250 с.
- Азар В. И. Конъюнктура туристского рынка. М.: Финансы и статистика, 1998. 214 с.
- Азар В. И. Отдых трудящихся СССР/В. И. Азар. М.: Статистика, 1972. 72 с.
- Азар В. И., Поляк C.B. Транспорт и туризм. М. Транспорт. 1973. 159 с.
- Арбузова, Н. Ю., Азар В. И. История гостиницы: учеб. пособие, М.: Парад гостиниц, 2001. 115 с.